# Jill Latiano
Jill Latiano é uma atriz, modelo, dançarina e personalidade de TV americana. 

## Carreira
Latiano começou sua carreira em 1999 como dançarina para o New York Knicks. De 2003 a 2005 ela foi apresentadora da série Fashion in Focus, da NYCTV. Ela, então, fez sua estréia atuando em um episódio da série Sex And The City em 2004. Ela também fez participações especiais em Rescue Me, CSI: NY, Ugly Betty, Drake & Josh, Moonlight e Community. Também apareceu nos filmes Epic Movie (2007), Lower Learning (2008), Fired Up (2009) e o mais recente, um thriller psicológico chamado Kalamity (2010).

## Vida pessoal
Latiano se casou com o ator Glenn Howerton em 8 de Setembro de 2009. Ela também participou da série de Howerton, It's Always Sunny in Philadelphia, no episódio 10 da quinta temporada, "The D.E.N.N.I.S. System", interpretando um interesse amoroso do personagem de ser marido, Dennis Reynolds. Seu primeiro filho, Robert Miles, nasceu em 12 de setembro de 2011.

## Filmografia
| Ano       | Título                            | Papel                       | Nota                                                        |
| --------- | --------------------------------- | --------------------------- | ----------------------------------------------------------- |
| 2003-2005 | Fashion in Focus                  | Ela mesma                   | Apresentadora                                               |
| 2004      | Sex and the City                  | Party Girl #2               | Episódio: "Let There Be Light"                              |
| 2004      | Rescue Me                         | Geneva                      | Episódio: "DNA" & "Butterfly"                               |
| 2006      | Out of Practice                   | Wendy                       | Episódio: "Breaking Up Is Hard to Do. And Do. And..."       |
| 2006      | Heist                             | Tiffany                     | Episódio: "Bury the Lead"                                   |
| 2006      | CSI: NY                           | Mandi Foster                | "Open and Shut"                                             |
| 2006-2007 | Ugly Betty                        | Model, Blonde, Assistant #1 | Episódios: "Queens for a Day", "Swag" & "Brothers"          |
| 2007      | The Virgin of Akron, Ohio         | Raleigh                     | Papel principal, não foi ao ar                              |
| 2007      | Epic Movie                        | Singing Pirate Girl         | Filme para os cinemas                                       |
| 2007      | Drake & Josh                      | Diana Vosh                  | Episódio: "Megan's Revenge"                                 |
| 2007      | Dirty Sexy Money                  | Bridget                     | Episódio: "The Bridge"                                      |
| 2008      | Moonlight                         | The Cleaner                 | Episódio: "The Mortal Cure"                                 |
| 2008      | Lower Learning                    | Nurse Gretchen              | Filme para os cinemas                                       |
| 2009      | Fired Up                          | Haley                       | Filme para os cinemas                                       |
| 2009      | Roommates                         | Jackie                      | Episódios: "The Trash 'N Treasures" & "The Old and the New" |
| 2009      | It's Always Sunny in Philadelphia | Caylee                      | Episódio: ""The D.E.N.N.I.S. System""                       |
| 2010      | Community                         | Courtney                    | Episódio: "Physical Education"                              |
| 2010      | Kalamity                          | Simge                       | Filme para os cinemas                                       |
| 2011      | The Chicago Code                  | Natalie                     | Episódio: "O'Leary's Cow"                                   |